# Bert Taylor
Bert Leston Taylor (ur. 13 listopada 1866, zm. 19 marca 1921) – amerykański publicysta, satyryk i poeta. W latach 1901–1921 redaktor w "Chicago Tribune".